# Верхнеянинский
Верхнеянинский — посёлок в Сальском районе Ростовской области.
Входит в состав Будённовского сельского поселения.

## География
В посёлке имеются две улицы — Луговая и Майская.

## История
В 1987 году указом ПВС РСФСР поселку первого производственного отделения конезавода им. Буденного присвоено наименование Верхнеянинский.

## Население
| 2010 |
| ---- |
| 72   |